# Luci Atili Prisc
Luci Atili Prisc (en llatí: Lucius Atilius Priscus) va ser un polític romà del segle iv aC. Formava part de la branca plebea de la gens Atília.
Va ser elegit tribú amb poder consular l'any 399 aC, quan es van celebrar per primera vegada a Roma un Lectisterne: uns banquets oferts als déus en moments de calamitats públiques, on es paraven llits per ajeure-hi les seves imatges. Els altres cinc tribuns elegits amb ell van ser Voleró Publili Filó, Marc Pomponi Rufus, Gai Duili Llong, Gneu Genuci Augurí i Marc Veturi Cras Cicurí. Tots junts van dirigir una guerra contra les ciutats etrusques de Veios i Faleris.
Va ser reelegit l'any 396 aC, quan es va conquerir la ciutat de Veios. Cal no confondre'l amb Luci Atili Lusc, elegit tribú consular l'any 444 aC, que era de la branca patrícia dels Atilis.